# Nick Hodgson
Nicholas David James Hodgson, noto come Nick Hodgson (Leeds, 20 ottobre 1977), è un batterista e cantautore inglese, attivo come solista e già percussionista e compositore principale della band inglese Kaiser Chiefs, di cui era anche la seconda voce.

## Biografia
Incontrò Nick Baines (detto Peanut) e Simon Rix alle scuole superiori. Poco dopo i tre conobbero Ricky Wilson e Andrew White (detto Whitey) nel club Soul Night di Leeds. I cinque formarono i Ruston Parva, che poi cambiarono nome in Parva. Firmarono un contratto con la Mantra Records per realizzare un album, che poi non vide la luce.
Insieme a Wilson, Hodgson realizzò alcune canzoni che insieme al collega suonava nel locale Pigs di Leeds. Le incise su un CD che poi diede al resto della band, che cambiò nome in Kaiser Chiefs. Il gruppo mutò modo di vestire e modo di suonare.
Nell'album Yours Truly, Angry Mob del 2007 Hodgson canta la canzone Boxing Champ, non accreditata nei titoli delle canzoni dell'album, ma contenuta all'inizio della traccia Learnt My Lesson Well.
Il 4 dicembre 2012 ha annunciato tramite il proprio account Twitter di aver lasciato i Kaiser Chiefs per dedicarsi ad altri progetti.
Il 4 dicembre 2017 Hodgson ha eseguito dal vivo nuove canzoni al Black's Club di Londra, per la serata di musica Society of the Golden Slippers. Si tratta del suo esordio come solista.
Il primo disco da solista di Hodgson, Tell Your Friends, è uscito il 28 gennaio 2018 per l'etichetta Prediction Records, anticipato dal singolo Suitable.

## Collaborazioni
Con Mark Ronson, MNDR e Q-Tip ha scritto Bang Bang Bang, singolo di lancio dell'album Record Collection, terzo lavoro in studio di Ronson, giunta al sesto posto della classifica britannica dei singoli.
Ha collaborato con The Vamps, Kodaline, Olly Murs, Lower Than Atlantis, Dua Lipa, John Newman, Hurts, Dagny e James Arthur. Con i Duran Duran ha collaborato alla scrittura della canzone Too Bad You're So Beautiful, inserita nell'album All You Need Is Now. Ha composto anche per Shirley Bassey.
Ha collaborato alla scrittura della canzone Feels Like Summer, inserita nel film, Shaun the Sheep Movie, del 2015.
Ha scritto e prodotto, in collaborazione con altri, il singolo Laidback di Rat Boy.
Possiede a Londra uno studio di registrazione di nome Chewdio, essendo stato sede della Chewing Gum Records. Lo studio ha ospitato, oltre ai Kaiser Chiefs, artisti quali The Vaccines, The Neat e i K.I.D.S.

## Discografia

### Solista
- Tell Your Friends (2018)